# Bilohiria
Bilohiria (ukrainien : Білогір'я, russe : Белогорье) est une commune urbaine de l'oblast de Khmelnytskyï, en Ukraine. Elle compte 4 977 habitants en 2024.